# Leo Esaki

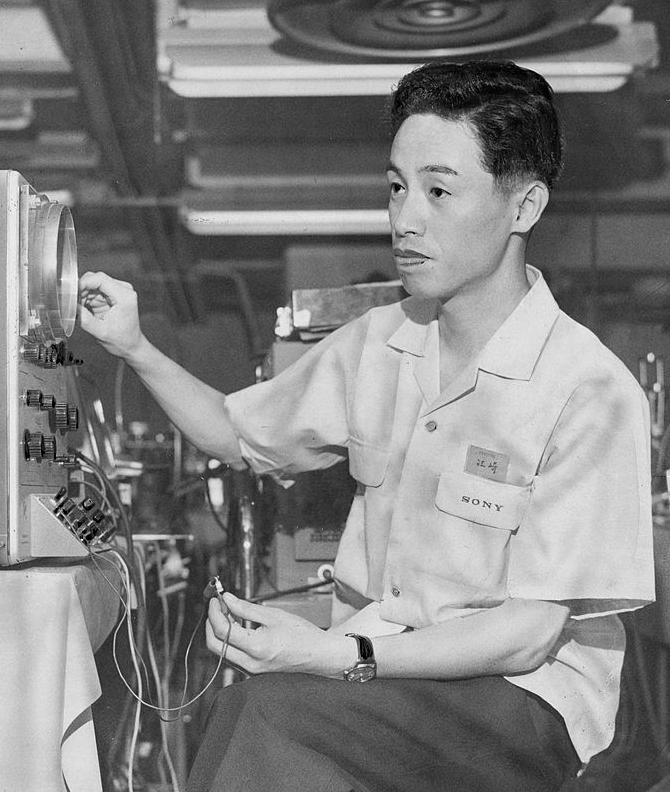
Leo Esaki en 1959

Leo Esaki, de son vrai nom Reona Esaki (江崎 玲於奈, Esaki Reona), né le 10 ou le 12 mars 1925 à Osaka (Japon), est un physicien japonais, colauréat du prix Nobel de physique en 1973, élu « Homme de l'Académie américaine des arts et sciences » en mai 1974.

## Biographie
Leo Esaki est né à Osaka le 12 mars 1925. Il fait ses études à l'Université de Tokyo où il obtient l'équivalent d'une licence de physique en 1947. Il est embauché dans la société Tokyo Tsushin Kogyo (société d'ingénierie en télécommunications de Tokyo), dirigée par Akio Morita, qui deviendra Sony en 1958. Il est chargé d'améliorer les transistors dont les droits ont été achetées aux laboratoires Bell. Il découvre alors la diode à effet tunnel. Il obtient un doctorat en 1959, et il reçoit le prix Asahi, la même année.
Il émigre aux États-Unis en 1960 pour travailler chez IBM, au Thomas J. Watson Research Center. Il est honoré du titre de IBM Fellow en 1967. Il travaille sur les semi-conducteurs.
Le 12 décembre 1973, il reçoit le prix Nobel de physique. Il est colauréat d'une moitié avec Ivar Giaever (l'autre moitié est remise à Brian David Josephson) « pour leurs découvertes expérimentales de l'effet tunnel dans les semi-conducteurs et les supraconducteurs, respectivement ».
Il est nommé président d'honneur de l'Université de Tsukuba, de l'Institut de technologie de Shibaura (en), de l'écolde de pharmacie de Yokohama (en) depuis 2006.
Il est récompensé de The International Center in New York's Award of Excellence, de l'Ordre de la Culture en 1974, et du Grand Cordon de l'Ordre du Soleil levant en 1998.

## Les « cinq choses à ne pas faire » d'Esaki
En 1994, à la rencontre des lauréats du prix Nobel de Lindau, Esaki propose une liste de « cinq choses à ne pas faire » par toute personne voulant réaliser son potentiel créatif. Carl Nordling entendit ces règles et les présenta dans Physica Scripta l'année suivante :
1. Ne vous laissez pas piéger par vos expériences passées.
2. Ne vous attachez pas trop à une seule autorité dans votre domaine - le grand professeur, peut-être.
3. Ne gardez pas ce dont vous n'avez pas besoin.
4. N'évitez pas la confrontation.
5. N'oubliez pas votre esprit de curiosité d'enfance.